# Antoine Varlet

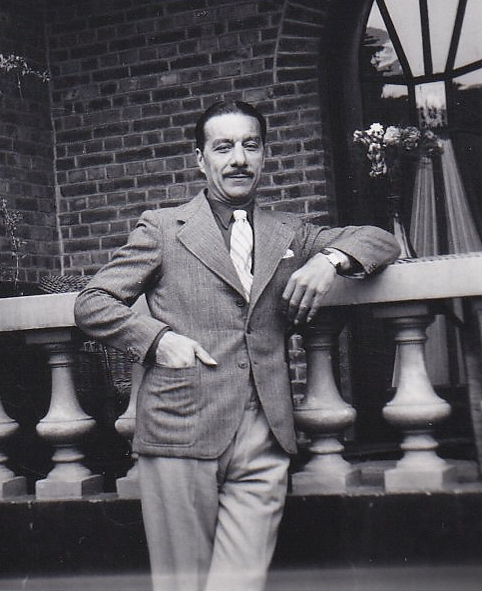
Antoine Varlet (circa 1930).

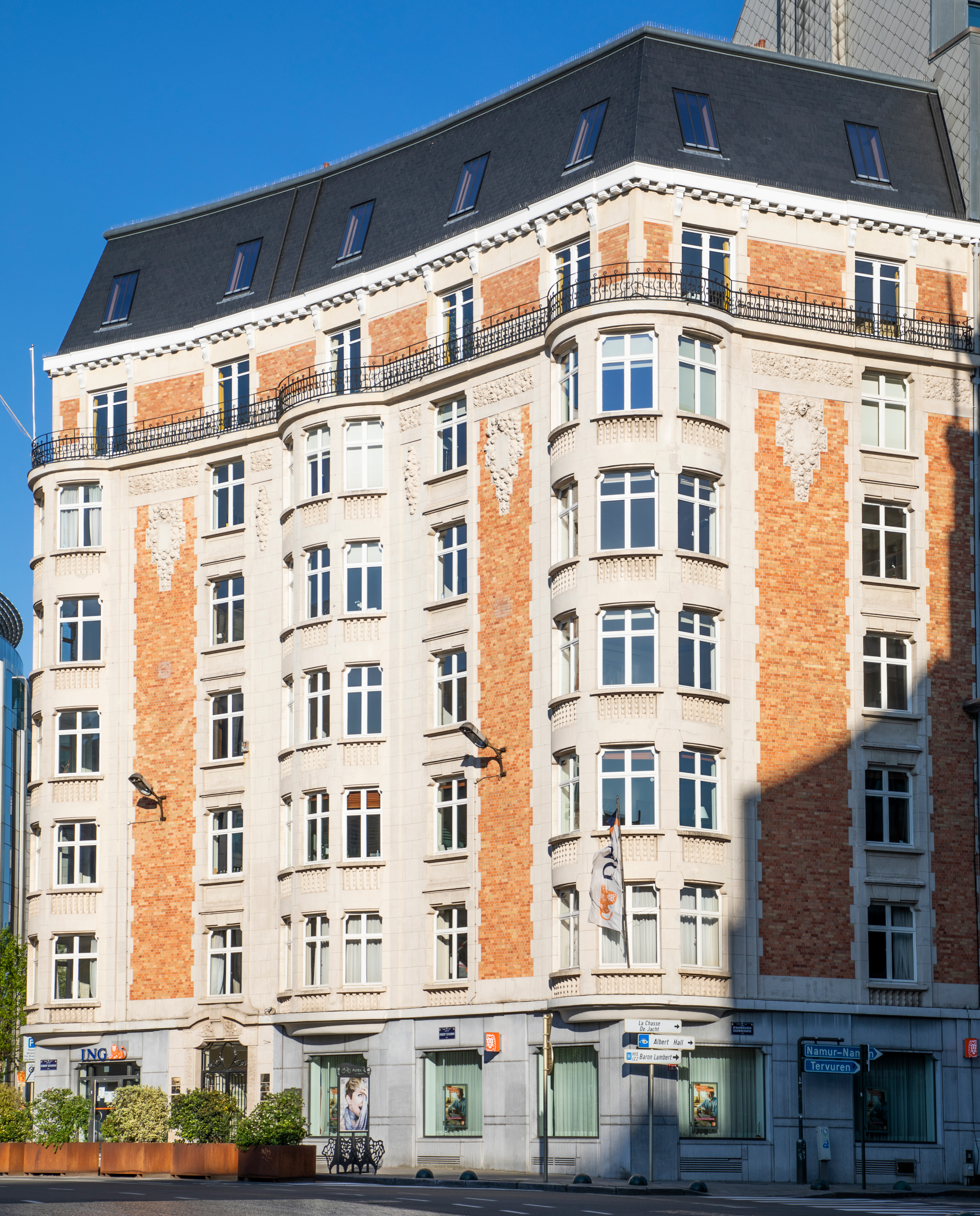
Robert Schumanplein 8-9.

Antoine Varlet (Grivegnée, 1 augustus 1893 - Elsene, 17 november 1940) was een Belgische architect die gespecialiseerd was in de bouw van luxe appartementsgebouwen, in beaux-artsstijl en vervolgens in art-decostijl. 

## Werken
- 1927 :  Tervurenlaan 110
- 1928 : Robert Schumanplein 8-9
- 1929 :  Kortenberglaan 43 /  Renaissancelaan 1
- 1929 :  Renbaanlaan 1 /  Klauwaartslaan 2
- 1930 : Franklin Rooseveltlaan 82-84
- 1931 : Franklin Rooseveltlaan 110
- 1933 : Louizalaan 105
- 1934 : Louizalaan 142
- 1935 : Gulden-Vlieslaan 66-66a
- Wetstraat 83